# Khủng hoảng Berlin 1961
 Khủng hoảng Berlin 1961 hay  Khủng hoảng Berlin thứ 2 bắt đầu vào ngày 27 tháng 11 năm 1958, khi Liên Xô dưới sự lãnh đạo của Nikita Sergeyevich Khrushchyov gửi tối hậu thư tới 3 cường quốc phương Tây chiếm đóng Tây Berlin Hoa Kỳ, Anh và Pháp. Trong lá thư Liên Xô loan báo là sẽ giao quyền kiểm soát con đường giao thông giữa Tây Berlin và Tây Đức cho Đông Đức kiểm soát, nếu trong vòng 6 tháng không có được sự thỏa thuận của đồng minh để thống nhất Berlin. Lá thư này, mà để giải quyết số phận Berlin, số phận nước Đức, được gọi là  Tối hậu thư Khrushchyov hay Tối hậu thư Berlin. Nó đưa đến sự chia đôi Berlin và việc Đông Đức thiết lập Bức tường Berlin.

## Bối cảnh
Sau khi Liên Xô chiếm đóng Đông Âu vào cuối thế chiến thứ hai, một số người dân sống trong khối phía đông dần dần thất vọng với hệ thống chính trị và tình trạng kinh tế ở đó. Giữa 1945 và 1950, trên 15 triệu người đã di cư từ những nước Đông Âu bị Liên Xô chiếm đóng sang phương Tây. Lợi dụng con đường đi sang Tây Berlin còn đi lại dễ dàng, con số người Đông Âu xin tị nạn chính trị ở Tây Đức đã gia tăng từ 197,000 năm 1950, 165,000 năm 1951, 182,000 năm 1952 và 331,000 năm 1953.

## Lá thư và phản ứng các cường quốc phương Tây
Trong lá thư lãnh đạo Liên Xô đòi hỏi biến đổi Tây Berlin thành một đơn vị chính trị tự lập, một khu phi quân sự. Họ đòi hỏi quân đội đồng minh phương Tây phải rút ra khỏi thành phố này. Tây Berlin theo đó được tự do, và được quyền tiếp tục giữ chế độ kinh tế thị trường, nhưng về mặt liên lạc với thế giới bên ngoài phải dựa vào quyết định của chính phủ DDR.
Vào ngày 14 tháng 12 năm 1958 bày tỏ các bộ trưởng ngoại giao của Pháp, Vương quốc Anh và Hoa Kỳ, cũng như BRD sự quyết tâm, duy trì quyền lực của họ ở Berlin. Vào ngày 16 tháng 12 năm 1958 các bộ trưởng ngoại giao của các nước khối NATO tuyên bố, Tây Berlins thuộc khu vực bảo vệ của khối NATO. 2 ngày sau, các phái đoàn họp tại hội nghị Liên minh Tây Âu ở Paris đã phản đối tối hậu thư của Liên Xô về câu hỏi Berlin.
Trong một bức thư gởi Liên Xô vào ngày 5 tháng 1 năm 1959, chính phủ Tây Đức từ chối việc thành lập một "thành phố tự do Tây Berlin" và việc công nhận DDR cũng như việc thành lập một liên minh giữa 2 nước Đức. Liên Xô sau đó đã đưa ra một soạn thảo hòa ước với Đức vào ngày 10 tháng 1. Ngoại trưởng Heinrich von Brentano không chấp nhận đề nghị này, trong đó đòi hỏi 29 nước tham dự thế chiến thứ hai chống Đức cũng như BRD và DDR, trong vòng 2 tháng thành lập một hội nghị hòa bình.
Từ tháng 5 tới tháng 8 năm 1959 4 cường quốc chiếm đóng Đức đã họp lại tại Geneva. Tổng thống Hoa Kỳ Dwight D. Eisenhower đòi hỏi việc tôn trọng quyền lực và bổn phận của 3 cường quốc phía Tây là điều kiện tối thiểu cho việc tham dự hội nghị thượng đỉnh của ông ta với Liên Xô.
Ngày 8 tháng 9 năm 1959 thị trưởng Tây Berlin Willy Brandt (SPD) nêu ra 4 điều cơ bản của chính sách về Berlin:
- Tây Berlin thuộc về phần tự do của Đức
- Quyền tự quyết định của người dân không được phép giới hạn.
- Trách nhiệm 4 cường quốc chiếm đóng trong và đối với Berlin và
- tự do đi lại trong và tới Berlin.